# Vada (Italië)
Vada is een plaats (frazione) in de Italiaanse gemeente Rosignano Marittimo.

## Voetnoten
1. ↑  Informazioni sulla frazione di Vada sul sito del comune di Rosignano Marittimo